# Poole (enhetskommun)
Poole var en distrikt från 1835 till 2019 i det ceremoniella grevskapet Dorset i England, Storbritannien. Den bestod av staden Poole och orten Canford Heath. Kommunen hade 147 645 invånare (2011).
Poole var mellan 1997 och 2019 en enhetskommun. År 2019 slogs den samman med enhetskommunen Bournemouth samt distriktet Christchurch och bildade enhetskommunen Bournemouth, Christchurch and Poole.